# Etofenamat
Etofenamat este un antiinflamator nesteroidian din clasa fenamaților, utilizat ca antiinflamator, analgezic și antipiretic. Printre principalele indicații se numără: tratamentul simptomatic al bolii artrozice, poliartritei reumatoide și spondilitei anchilozante. Căile de administrare disponibile sunt: injectabilă și topică (sub formă de cremă).

## Reacții adverse
Ca toate AINS, etofenamat poate produce iritație gastrică cu risc de apariție a unor ulcerații și a unor hemoragii gastro-intestinale. Utilizarea anumitor AINS poate fi asociată cu un risc de apariție a evenimentelor trombotice arteriale (infarct miocardic, accident vascular cerebral).